# Марелли, Луиджи Мария
Луиджи Мария Марелли (итал. Luigi Maria Marelli; 24 апреля 1858, Милан, Ломбардия, Италия — 14 апреля 1936, Ро, Италия — итальянский прелат, Ординарий епархии Боббио, затем — Ординарий епархии Бергамо.

## Биография
После хиротониярукоположения назначен ректором (итал. Rettore (ecclesiastico)) Санктуария (итал. Santuario della Madonna del Bosco) в Имберсаго, затем - настоятель прихода в Ваприо-д’Адда.
С 1904 года - генеральный викарий в Архиепархии Равенна-Червии.
В 1906 году возвращается на прежний приход в Архиепархию Милана и также становится про генеральным викарием.

## Епископское служение
16 декабря 1907 назначается епископомепархии Боббио, 6 января 1908 года рукополагается в сан епископа в Миланском соборе и 21 июня вступает в управление епархией, как ординарий.
15 декабря 1914 назначается ординарием  епархии Бергамо и 11 апреля 1915 вступает в управление.
25 января 1921 назначается Помощником Папского трона..
Погребен в епископской усыпальнице в крипте кафедрального собора в Бергамо.